# Iwan Jelisiejew
Iwan Dmitrijewicz Jelisiejew, ros. Иван Дмитриевич Елисеев (ur. 10 stycznia?/23 stycznia 1901 w Moskwie, zm. 28 września 1974 tamże) – radziecki wiceadmirał (od 1951).

## Życiorys
Członek KPZR od 1928, w armii od 1920. Uczestniczył w wojnie domowej, walczył przeciw Polakom w składzie pułku kawalerii 8 Dywizji Strzeleckiej na Froncie Zachodnim.
W 1929 ukończył Szkołę Marynarki Wojennej im. Frunzego. Był nawigatorem, starszym zastępcą dowódcy krążownika Czerwona Ukraina, szefem sztabu brygady krążowników i szefem sztabu eskadry Floty Czarnomorskiej. W 1937 ukończył kurs dowódców niszczycieli.
W latach 1937—38 był instruktorem we flocie republikańskiej Hiszpanii, uczestniczył w działaniach wojennych m.in. przeciwko niemiecko-włoskim interwentom. 
W 1941 ukończył kurs doskonalący wyższej kadry dowódczej. Od kwietnia 1941 był szefem sztabu Floty Czarnomorskiej. Po napaści Niemiec na ZSRR uczestniczył w morskiej obronie Odessy i Sewastopola oraz przeprowadzeniu szeregu operacji desantowych. Od kwietnia 1944 pełnił służbę w Sztabie Głównym Marynarki Wojennej. 
Od 1948 był szefem katedry w Wojskowej Akademii Sztabu Generalnego, następnie redaktorem naczelnym czasopisma Morskoj sbornik, szefem komitetu naukowo-technicznego Marynarki Wojennej. Od maja 1955 był zastępcą szefa Sztabu Głównego marynarki Wojennej. 
W marcu 1966 został przeniesiony w stan spoczynku.
Był odznaczony Orderem Lenina, 4 Orderami Czerwonego Sztandaru, Orderami Nachimowa I i II klasy, Orderem Uszakowa I i II klasy, Orderem Czerwonej Gwiazdy i medalami.